# Jan Hawel
Jan Hawel (* 2. April 1988 in Andernach, Rheinland-Pfalz) ist ein deutscher Fußballspieler, der bei der SG 99 Andernach unter Vertrag steht. Für die TuS Koblenz bestritt er in der Saison 2008/09 zwei Spiele in der 2. Bundesliga.

## Karriere
Zusammen mit seinen Mitspielern Eike Mund und Tobias Bauer wechselte Hawel 2005 in die U19 der TuS Koblenz. Bereits 2006 wurde er in den Kader der 2. Mannschaft berufen und wurde dort Stammspieler im Sturm. In der Saisonvorbereitung auf die Saison 2008/09 wurde er von Trainer Uwe Rapolder in den Kader der 1. Mannschaft berufen und Hawel absolvierte am 30. Spieltag bei einer 2:0-Niederlage gegen Mainz 05 seine ersten Minuten als Profi.
Nach dem Abstieg in die 3. Liga wurde Hawel in der Saison 2010/11 fester Teil der Rotation und schaffte es auf 22 Einsätze in der 3. Liga. Er blieb auch 2011/12 bei der TuS und kam bei seinen Einsätzen in der Regionalliga lediglich von der Bank. Aufgrund seines Studiums verließ er die TuS auf eigenen Wunsch zur Saison 2012/13. Er wechselte Hawel zur TuS Rot-Weiß Koblenz in die Rheinlandliga und zwei Jahre später zur SG 99 Andernach.